# Испанский щит

Испанский щит

Испанский щит в геральдике — одна из основных форм геральдического щита. Представляет собой прямоугольник, закруглённый снизу. Соотношение ширины и высоты составляет 5:6. Известен с XII века. Раньше использовался в христианских странах Пиренейского полуострова, который тогда назывался Римской Испанией. В XIV—XVII веках использовался за пределами полуострова, в частности на территориях, сегодня называемых Фландрия, Германия, Италия, Венгрия, Речь Посполитая, Россия.

## Варианты названия

Пропорции испанского щита (ширина 5, высота 6)

- Закруглённый щит (итал. scudo ritondato) — от формы нижней части щита; используется для избежания топонимической привязки.
- Иберийский щит (порт. escudo ibérico) — от Иберии, одного из наименований Пиренейского полуострова.
- Испанский щит (англ. spanish shield; исп. escudo español; итал. scudo spagnolo; нем. Spanischer Schild порт. escudo espanhol) — от Испании, античного названия Пиренейского полуострова.
- Полуостровной щит (порт. escudo peninsular) — от Пиренейского полуострова.
- Португальский щит (исп. escudo portugués; итал. scudo portoghese; порт. escudo português) — название в португальской геральдике[англ.], с целью подчёркивания независимости от Испании. Это словосочетание в португальском языке также может обозначать герб Португалии или португальское эскудо.
- Фламандский щит (исп. escudo flamenco; итал. scudo fiammingo; порт. escudo flamengo) — от Фландрии.

Галерея
Испания
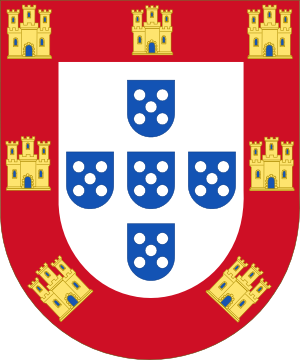
Португалия
Вильнюс
Львов
Речь Посполитая
Кантабрия